# Patricia Millardet
Pour les articles homonymes, voir Millardet.
Patricia Millardet, née le 24 mars 1957 à Mont-de-Marsan et morte le 13 avril 2020 à Rome (Italie), est une actrice française.

## Biographie
Elle a fait une grande partie de sa carrière en Italie où elle est notamment apparue dans la série télévisée La Mafia.
Entre 1982 et 1985, elle a une relation tumultueuse et « toxique » avec Florent Pagny, selon les dires du chanteur.
Elle meurt d’une crise cardiaque le 13 avril 2020 à Rome, et est inhumée dans le caveau familial de Villeneuve-de-Marsan (Landes).

## Filmographie

### Cinéma
- 1980 : Je vais craquer de François Leterrier
- 1981 : Fifty-Fifty de Pascal Vidal : Patricia Mercadier
- 1982 : La Boum 2 de Claude Pinoteau
- 1982 : Tir groupé de Jean-Claude Missiaen : Anne-Marie
- 1982 : Plus beau que moi, tu meurs de Philippe Clair : Mylène
- 1983 : Sandy de Michel Nerval : Catherine
- 1983 : Mortelle Randonnée de Claude Miller : la punk au snack
- 1984 : P'tit con de Gérard Lauzier : Aurore
- 1984 : Ronde de nuit de Jean-Claude Missiaen : Joséphine
- 1985 : Blessure de Michel Gérard : Julie
- 1987 : Cinématon #922 de Gérard Courant : elle-même
- 1987 : Couple #34 de Gérard Courant : elle-même
- 1987 : Portrait de groupe #62, Carlo Lizzani et les acteurs de son film Assicurazione sulla morte de Gérard Courant : elle-même
- 1990 : Le Soleil même la nuit de Paolo et Vittorio Taviani : Aurelia

### Télévision
- 1984 : L'Île de la jeune fille bleue de Patrick Jamain (Téléfilm) : Anne Coulange
- 1986 et 1988 : Série noire (Série TV) : Nina / Elena
- 1987 : L'Heure Simenon (Série TV) : Célita
- 1987 : Les Passions de Céline (Téléfilm) : Béatrice
- 1987 : Assicurazione sulla morte (Téléfilm) : Elena
- 1988 : Le Chevalier de Pardaillan (Téléfilm) : Fausta
- 1989 : La Mafia 4 - Raid contre la Mafia (La Piovra 4) (Série TV) : Silvia Conti
- 1989 : Coplan (Série TV) : Jenny
- 1990 : La Mafia 5 - Mort à Palerme (La Piovra 5) (Série TV) : Silvia Conti
- 1992 : Une rumeur si banale (Errore Fatale) (Téléfilm) : Giulia Visconti
- 1992 : Jo et Milou (Téléfilm) : Jo
- 1992 : Amour et chocolat (Téléfilm) : Lucrétia
- 1992 : La Mafia 6 - Ultime Secret (La Piovra 6) (Série TV) : Silvia Conti
- 1994 : Nero come il cuore (Téléfilm) : Giovanna Alga Croce
- 1994 : Justice Impitoyable (Wild Justice) (Téléfilm) : Magda Altman
- 1995 : La Mafia 7 - Enquête sur la mort du commissaire Cattani (La Piovra 7) (Série TV) : Silvia Conti
- 1998 : Babyraub - Kinder fremder Mächte (Téléfilm) : Jeanne
- 2000 : Un bacio nel buio (Téléfilm) : Alessandra
- 2001 : La Mafia 10 (La piovra 10) (Téléfilm) : Silvia Conti
- 2002-2003 : Il bello delle donne (Série TV) : Angela Brusa